# Programa Small Explorer

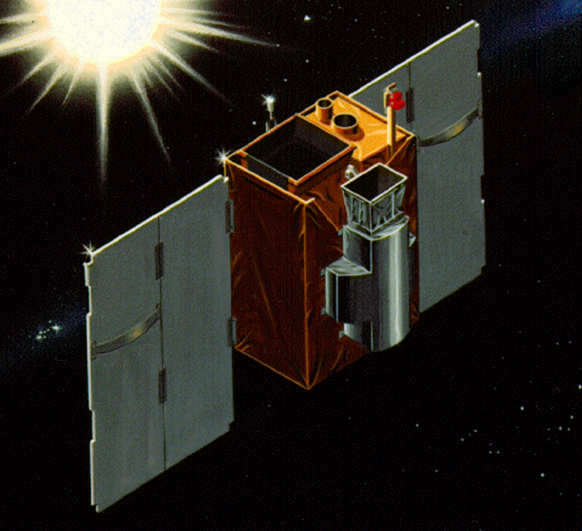
SAMPEX satellite

O Small Explorer program (SMEX) é um esforço dad NASA para financiar missões de exploração espacial que custem menos de 120 milhões de dólares. Estendendo programa Explorer, que foi iniciado em 1989.

## Primeira fase de missões
Três missões SMEX estão atualmente financiadas por suas missões primárias: Nuclear Spectroscopic Telescope Array (NuSTAR), Aeronomy of Ice in the Mesosphere (AIM), Interstellar Boundary Explorer (IBEX). AIM foi lançada em 2007, IBEX em 2008 e NuSTAR foi lançada em Junho de 2012.

## Fase de missões prolongadas ou concluídas
- Fast Auroral Snapshot Explorer (FAST)
- Solar Anomalous and Magnetospheric Particle Explorer (SAMPEX)
- Submillimeter Wave Astronomy Satellite (SWAS)
- Transition Region and Coronal Explorer (TRACE)
- Reuven Ramaty High Energy Solar Spectroscopic Imager (RHESSI)
- Galaxy Evolution Explorer (GALEX)

## Missões fracassadas
- Wide Field Infrared Explorer (WIRE)